# Зборник (Музеј примењене уметности)
Зборник - Музеј примењене уметности је периодична публикација Музеја примењене уметности у Београду намењена проучавању предмета примењене уметности, архитектуре и дизајна, као и публиковању грађе из исте области.

## О часопису

### Историјат
Покретање периодичне публикације, која би објављивала прилоге, расправе и грађу из области примењене уметности, архитектуре и дизајна, као и извештаје о појединим активностима Музеја настало је из потребе да се стекне потпунији увид у континуирани рад кустоса и остваривање програма различитих делатности Музеја. Први број Зборника је објављен 1955. године, а у наредном периоду часопис је постао матична публикација Музеја примењене уметности. До 1985. године изашло је 29 бројева Зборника, међу којима и неколико двоброја и један троброј. Број 30 је припреман, али не и објављен тако да се 1985. година може сматрати последњом годином излажења Зборника.
После двадесетогодишње паузе Зборник је обновљен 2005. године када је изашао први број нове серије. Својим садржајем наставио је да промовише теоријске радове из области примењене уметности, архитектуре, дизајна и целокупну активност Музеја, а добио је и нов савремено дизајнирани изглед, који је осмислила графичка дизајнерка Драгана Лацмановић. Од 2009. се налази на листи часописа од националног значаја Министарства просвете, науке и технолошког развоја.

### Периодичност излажења
Зборник излази континуирано једном годишње, што је наставак традиције претходне серије.

## Уређивање

### Стара серија
Уређивање старе серије Зборника било је делатност уређивачког одбора, састављеног од два члана, кустоса музеја и трећег члана, одговорног уредника, који је уједно био и на челу установе. Од броја 11 из 1968. године уређивачки одбор се назива редакцијом, која од броја 12 добија новог, четвртог члана. Међутим, већ 1973. Зборник се враћа претходној концепцији уређивачког одбора са бројем чланова, који варира од три до четири. Значајну новину представља увођење секретара редакције односно уређивачког одбора од броја 15 из 1971. На месту секретара редакције, техничког лица које је пратило припремање сваког броја, од пријема радова до њиховог објављивања, смењивали су се запослени у документацији, кустоском тиму и библиотеци Музеја примењене уметности. Троброј 21-23 из 1979. имао је и техничког уредника, потом и особу задужену за графичко обликовање, Радомира Вуковића, архитекту и признатог графичког дизајнера. Уређивачки одбор последњег броја старе серије из 1985. године састојао се од пет чланова.
Осим чланова редакције и уређивачког одбора, у припрему Зборника били су укључени и спољни сарадници Музеја: стручни рецензенти, лектори, коректори, фотографи, дизајнери и преводиоци, с обзиром да су резимеи објављених текстова превођени према потреби на енглески, француски, немачки, руски и италијански језик.

### Нова серија
Уређивање Зборника у оквиру нове серије регулисано је Правилником о издавачкој делатности Музеја примењене уметности. Уређивачки одбор има седам чланова, директора Музеја као главног и одговорног уредника, два члана из редова запослених кустоса и четири члана из редова спољних сарадника. Један од интерних чланова уређивачког одбора је и уредник броја. По истеку мандата од две године за све чланове постоји могућност реизбора. Припрема и објављивање Зборника усклађени су и са Актом о уређивању научних часописа Министарства просвете, науке и технолошког развоја. Текстови пролазе строгу процедуру рецензирања, лектуре и коректуре, док се резимеи преводе на енглески језик. Радови писани на енглеском се објављују у оригиналу уз резиме на српском. Текстови на Другим светским језицима, објављују се у оригиналу, преводу на српски и с резимеом на енглеском језику.

## Рубрике
Рубрике Зборника зависиле су од форме текстова прихваћених за објављивање и у најширем обиму су формиране у броју 2 из 1956. године. Чиниле су их:
- Расправе и чланци
- Прилози и грађа
- Музејске збирке
- Изложбе
- Извештаји
- Оцене и прикази
- Библиографија и размена публикација

Од покретања Зборника уочљива је подела садржаја на различито конципиране чланке из области примењене уметности, архитектуре, дизајна и оне које документују најширу активност Музеја примењене уметности у години издања. Основа ове концепције је задржана и у новој серији Зборника, али су по угледу на периодичне публикације сродних институција, рубрике формиране као:
- Прилози
- Прикази
- Музеј примењене уметности
- Аквизиције
- Изложбе
- Издања

## Уредници
- Нада Андрејевић Кун 1955-1970
- Јевта Јевтовић 1971-1976
- Бојана Радојковић 1977-1985
- Иванка Зорић 2005-2010
- Љиљана Милетић Абрамовић 2011-

## Аутори прилога
Захваљујући чињеници да је Зборник од покретања представљао једино периодично издање посвећено примењеној уметности, архитектури и дизајну у некадашњој Југославији и касније на простору Србије и региона, поред кустоса Музеја, аутори текстова су стручњаци из сродних институција у земљи, али и они из иностранства. Реноме једине специјализоване публикације на простору југоисточне Европе која се бави проблемима примењене уметности сачуван је до данас. Регистар аутора који су објављивали радове у старој серији Зборника публикован је у првом броју нове серије 2005. године. У Зборнику су објављене и библиографије кустоскиња музеја и историчарки примењене уметности Бојане Радојковић и Верене Хан.

## Теме
Библиографија Зборника из периода 1955-1985 објављена је такође у првом броју нове серије Зборника и она на јасан начин дефинише широк дијапазон тема обрађиваних у Зборнику. У њих спадају:
- Намештај
- Предмети религиозне уметности
- Одевање и други облици текстила
- Књиге и часописи
- Стоно посуђе и прибор
- Украсни предмети и накит
- Уметничко занатство
- Нумизматика
- Опрема за рат и лов
- Ордени, медаље и плакете
- Хералдика
- Сатови
- Графичко обликовање и илустрација
- Фотографија и стрип
- Савремена уметничка керамика
- Костимографија и сценографија
- Индустријско обликовање
- Архитектура и скулптура
- Музеологија

## Електронски и штампани облик часописа
Електронски облик досадашњих бројева Зборника у новој серији доступан је на званичној интернет страници Музеја примењене уметности. Штампани облик свих бројева часописа из старе и нове серије саставни је део фонда библиотеке Музеја.